# パークMGM
パークMGM（Park MGM、旧称モンテカルロ・リゾート&カジノ）は、アメリカ合衆国ネバダ州ラスベガスにある統合型リゾート（IR）である。

## 歴史

### モンテカルロ時代（1996-2018）
ミラージュ・リゾーツ社とサーカス・サーカス・エンタープライゼス社の合弁事業として作られたホテルで、当初は「グランドビクトリア」という名称の予定だった。しかしMGMグランドからのクレームにより「ビクトリア」と短縮され、後に「モンテカルロ」と改名されて開業することとなった。3億4400万ドルの建設費を投じた。1996年6月21日未明にこけら落としと花火で開業。
開業に関わった両社は後に合併し、現在はMGMリゾーツ・インターナショナルのホテルとして運営されている。

### 火災
2008年1月25日午前11時（日本時間26日午前4時）ごろ屋上付近より出火した。屋上で行われていた溶接作業で、防御マットを敷くなど適切な処置が行われていなかったため、火の粉が外壁材に引火したことが火災の原因である。
この火災で死傷者は発生しなかったが、ホテルは2月15日に再オープンするまで約3週間の休業を余儀なくされた。

### パークMGM（2018-）
2016年、MGM社はパークMGMに改名すると同時に、大規模改修工事を行い、2018年5月9日にリニューアルした。5200席収容のパーク・シアター（現ドルビーライブ）は2016年12月にオープンした。